# Молекулярна біологія клітини (підручник)
«Молекулярна біологія клітини» (англ. Molecular Biology of the Cell) — підручник з клітинної та молекулярної біології колективу авторів, до якого наразі входять Брюс Албертс, Александер Джонсон, Юліан Льюїс, Мартін Рафф, Кейт Робертс, Пітер Волтер. Уперше книга вийшла 1983 року і з тих пір була перевидана чотири рази, щоразу із фундаментальними доповненнями. До колективу авторів перших трьох видань входили Джеймс Ватсон та Денніс Брей. 
«Молекулярна біологія клітини» широко використовується як університетський підручник вступних курсів до відповідних предметів, а також як довідник у численних бібліотеках та науково-дослідних лабораторіях світу. Книга описує поточне розуміння біології клітини та включає основи біохімії, експериментальні методи дослідження клітин, властивості притаманні більшості еукаріотичних клітин, відомості про експресію та передачу генетичної інформації, внутрішню організацію клітини та поведінку клітин у багатоклітинних організмах. 
Передостанню, п'яту редакцію 2007 року було оновлено відповідно до останніх результатів розвідок щодо епігенетики, стовбурових клітин, РНКі, порівняльної геноміки та новітніх засобів лікування раку. Остання, шоста, редакція вийшла в 2014 році.
Книгу було описано як «найвпливовіший підручник з молекулярної біології свого часу».
В Україні "Наутілус" здійснив переклад з ґрунтовно опрацьованою термінологією. Молекулярна біологія клітини - Видавничий дім Наутілус
На території Росії поширений російський переклад другого видання книги 1989 року:
- Альбертс Б., Брей Д., Льюис Дж. и др. (1994). Молекулярная биология клетки. В 3 томах. Москва: Мир. ISBN 5-03-001986-3.